# Дмухайловка
Дмуха́йловка (укр. Дмухайлівка) — село, Дмухайловский сельский совет, Магдалиновский район, Днепропетровская область, Украина.
Код КОАТУУ — 1222382001. Население по переписи 2001 года составляло 1367 человек.
Является административным центром Дмухайловского сельского совета, в который не входят другие населённые пункты.

## Географическое положение
Село Дмухайловка находится в 2-х км от правого берега канала Днепр — Донбасс, примыкает к селу Гупаловка. По селу протекает пересыхающий ручей с запрудой.

## История
- Село Дмухайловка основано в 1749 году.

## Экономика
- «Маяк», ООО.
- «Агролидер», АФ.

## Объекты социальной сферы
- Школа.
- Дом культуры.
- Больница.

## Достопримечательности
- Братская могила советских воинов.